# René Hechem
René Hechem (General Conesa, 1923-Buenos Aires, 2015) fue un trabajador estatal, sindicalista y político argentino del Partido Peronista. Se desempeñó como delegado del Territorio Nacional del Río Negro a la Cámara de Diputados de la Nación Argentina en 1955.

## Biografía
Nació en 1923 en General Conesa (Río Negro), en una familia de inmigrantes libaneses.
En 1946 comenzó a trabajar como empleado administrativo del hospital local. Allí se unió a la Asociación Trabajadores del Estado (ATE), siendo delegado en dicho hospital, hasta llegar a desempeñarse como secretario general de la seccional de General Conesa. También en ese período adhirió al peronismo.
En las elecciones legislativas de 1954, fue elegido delegado territorial por el Territorio Nacional del Río Negro (antes de ser provincia). Asumió en abril de 1955. Fue vocal en la comisión de Territorios Nacionales y participó en el debate del proyecto de provincialización de los mismos como miembro informante.
Había sido elegido hasta 1961, pero permaneció en el cargo hasta septiembre de 1955, cuando su mandato fue interrumpido por el golpe de Estado de la autoproclamada Revolución Libertadora. Tras el golpe, fue detenido.
Con el retorno del peronismo al poder en 1973, fue designado delegado del gobierno de la provincia de Río Negro ante el Poder Ejecutivo Nacional en Buenos Aires, por el gobernador Mario Franco. Durante la presidencia interina de Ítalo Argentino Lúder, fue designado vicepresidente ejecutivo de Hierro Patagónico Sociedad Anónima (HIPASAM), encargada de la explotación de la mina de hierro en Sierra Grande (Río Negro).
Fue distinguido por ATE en diciembre de 2014. Falleció en Buenos Aires tiempo después, a mediados de 2015.